# Jack Thibeau
Jack Thibeau (Chicago, 1946. június 12. –) amerikai színész, forgatókönyvíró. 
Leginkább Clarence Anglin megformálásáról ismert a Szökés az Alcatrazból (1979) című Clint Eastwood-filmből. Karrierje során többször szerepelt Eastwood mellett, például a Bármi áron (1980), Az igazság útja (1983) és a Párbaj a városban (1984) című filmekben.

## Filmográfia

### Film
| Év   | Magyar cím                | Eredeti cím           | Szerep                 | Magyar hang      |
| ---- | ------------------------- | --------------------- | ---------------------- | ---------------- |
| 1979 | Apokalipszis most         | Apocalypse Now        | katona az árokban      |                  |
| 1979 | Szökés az Alcatrazból     | Escape From Alcatraz  | Clarence Anglin        | Gergely Róbert   |
| 1979 | Meztelenek és bolondok    | 1941                  | Stilwell Aide          |                  |
| 1980 | Bármi áron                | Any Which Way You Can | nehézfiú               |                  |
| 1981 | Ms. 45 – A bosszú angyala | Ms. 45                | férfi a bárban         |                  |
| 1981 | Mulató a sztrádán         | Honky Tonk Freeway    | gyűlés tagja           |                  |
| 1982 | Tex                       | Tex                   | Jackson edző           |                  |
| 1982 | 48 óra                    | 48 Hrs.               | nyomozó                |                  |
| 1983 | Az igazság útja           | Sudden Impact         | Kruger                 |                  |
| 1984 | Párbaj a városban         | City Heat             | katona                 |                  |
| 1985 | Gyilkos fertőzés          | Warning Sign          | Pisarczyk              | Kapácsy Miklós   |
| 1986 | Az országút fantomja      | The Hitcher           | Prestone járőr         |                  |
| 1987 | Halálos fegyver           | Halálos fegyver       | Rick McCaskey őrmester | Garai Róbert     |
| 1987 | Halálos fegyver           | Halálos fegyver       | Rick McCaskey őrmester | Dimulász Miklós  |
| 1987 | Halálos fegyver           | Halálos fegyver       | Rick McCaskey őrmester | Holl Nándor      |
| 1987 | Cherry 2000               | Cherry 2000           | zömök férfi            |                  |
| 1988 | Jackson, a vadállat       | Action Jackson        | Kotterwell nyomozó     | Cs. Németh Lajos |
| 1988 | Jackson, a vadállat       | Action Jackson        | Kotterwell nyomozó     | Balázsi Gyula    |
| 1988 | Saigon – A tiltott zóna   | Off Limits            | forgatókönyvíró        | –                |

### Televízió
| Év        | Magyar cím                  | Eredeti cím                  | Szerep                   | Megjegyzések                                |
| --------- | --------------------------- | ---------------------------- | ------------------------ | ------------------------------------------- |
| 1975–1977 | San Francisco utcáin        | The Streets of San Francisco | Ralph Cooper / technikus | 2 epizód                                    |
| 1983      |                             | Blood Feud                   | Stanton                  | tévéfilm                                    |
| 1984      |                             | Remington Steele             | Kelly Stiles             | 1 epizód                                    |
| 1985      |                             | Robert Kennedy and His Times | Clyde Tolson             | minisorozat (3 epizód)                      |
| 1985      | A gyerekek hallgatnak       | Kids Don't Tell              | Donny                    | tévéfilm                                    |
| 1985      |                             | Scarecrow and Mrs. King      | Benedict                 | 1 epizód                                    |
| 1985      | A szerelem tovább él        | Love Lives On                | Mike Carver              | tévéfilm                                    |
| 1985      |                             | Space                        | Penscott százados        | minisorozat (1 epizód)                      |
| 1985      |                             | Streets of Justice           | Zero McKenzie            | tévéfilm                                    |
| 1985–1986 |                             | Alfred Hitchcock Presents    | Bronson / Joe            | 2 epizód                                    |
| 1986      |                             | Amazing Stories              | kemény fickó             | 1 epizód                                    |
| 1986      | Észak és Dél: 2. könyv      | North and South: Book II     | Mr. Morgan               | minisorozat (2 epizód)                      |
| 1986      |                             | Sledge Hammer!               | John Kogan               | 1 epizód                                    |
| 1986      | Miami Vice                  | Miami Vice                   | Ray Gilmore hadnagy      | - 1 epizód - magyar hangja: - Sztarenki Pál |
| 1986      | Miami Vice                  | Miami Vice                   | Ray Gilmore hadnagy      | forgatókönyvíró (1985–89)                   |
| 1987      |                             | Matlock                      | Tommy O'Keefe            | 1 epizód                                    |
| 1991      | 101-es gyilkosság           | Murder 101                   | rendőr az útlezárásnál   | tévéfilm                                    |
| 1993      |                             | The Untouchables             | George 'Bugs' Moran      | 6 epizód                                    |
| 1993      | forgatókönyvíró (10 epizód) | The Untouchables             | George 'Bugs' Moran      |                                             |
| 1995      | Bukott angyalok             | Fallen Angels                | O'Gar                    | 1 epizód                                    |
| 1995      |                             | The Watcher                  | nem szerepel             | forgatókönyvíró (1 epizód)                  |

## Fordítás
Ez a szócikk részben vagy egészben  a   Jack Thibeau című angol Wikipédia-szócikk ezen változatának fordításán alapul.  Az eredeti cikk szerkesztőit annak laptörténete sorolja fel. Ez a jelzés csupán a megfogalmazás eredetét és a szerzői jogokat jelzi, nem szolgál a cikkben szereplő információk forrásmegjelöléseként.